# Март Дагган
Мартин Дж. «Март» Дагган (10 ноября 1848 г. — 9 апреля 1888 г.) был стрелком с Дикого Запада Америки. Несмотря на то, что в наше время о нём осталось мало информации, в течение его жизни он наводил ужас в окрестностях Лидвилла на банды местных преступников. Он упоминается писателем Робертом К. ДеАрментом в его книге «Смертельная дюжина», как один из самых недооцененных боевиков Старого Запада.

## Ранний период жизни
Дагган был сыном Мартина Дж. Даггана, родился в графстве Лимерик, Ирландия. Иммигрировав в Соединённые Штаты со своими родителями в детстве, вырос в непростых условиях ирландских трущоб Нью-Йорка. В июле 1863 года, после массовых беспорядков в Нью-Йорке, Дагган покинул Нью-Йорк и направился на запад. Он путешествовал по шахтёрским лагерям Колорадо, находя там работу как шахтером, так и шкурником мулов. Известно, что в этот период он участвовал в многочисленных столкновениях с индейцами, наряду с другими шахтёрами и ковбоями, хотя подробности тех событий в лучшем случае отрывочны. В 1876 году, не добившись большого успеха в профессии шахтера, Дагган, будучи спортивного телосложения, начал работать вышибалой в салуне Occidental Dance Hall & Saloon в Джорджтауне, штат Колорадо.

### Первая перестрелка
Вскоре после принятия этой должности, Дагган разоружил пьяного, размахивавшего пистолетом, и ударил мужчину по голове прикладом своего оружия. Мужчина угрожал Даггану и сказал, что, если бы это была перестрелка, Дагган не справился бы так хорошо. Дагган принял вызов задиры и бросил его револьвер в угол. Затем он вышел на улицу и подождал, пока его оппонент выйдет и противостоит ему. Разойдясь на расстояние около 30 футов друг от друга, они быстро схватились за свои пистолеты, но Даггану удалось выстрелить первым, выпустив три пули и попав человеку в грудь, убив его, что засвидетельствовали многие посетители салуна, стоявшие неподалеку. Личность убитого была относительно неизвестна, поскольку он был недавним переселенцем, и оказался в городе незадолго до своей смерти. Дагган был оправдан в убийстве, доказав, что это была самооборона.

## Жизнь как боевик и законник
Весной 1878 года Дагган въехал в Лидвилл, штат Колорадо, в то время шумный шахтёрский городок. Сначала Даггана ошибочно приняли за Сэнфорда «Сэма» Даггана, хулигана, терроризировавшего несколько шахтерских городков десятилетием ранее из-за схожести имен. Однако в городе были люди, которые были свидетелями того, что Сэм Дагган был линчеван в 1868 году в Денвере, штат Колорадо. Таким образом, путаница была устранена.
12 февраля 1878 года мэром был избран Гораций Остин Уорнер Табор, которому впоследствии суждено было стать одним из самых богатых людей Америки. На момент основания в 1877 году, в Лидвилле проживало около 300 жителей, в основном шахтёров. Всего через год, когда прибыл Дагган, в городе проживало около 15 000 человек. Т. Х. Харрисон был назначен первым маршалом города, чтобы подавить рост насильственной преступности в городе. Харрисон, хотя и считался грозой хулиганов, был избит и изгнан из города всего через два дня после своего назначения.
Затем мэр Табор назначил Джорджа О’Коннора маршалом, и в течение одного месяца последний проделал похвальную работу. Однако он был застрелен менее чем через пять недель после своего назначения одним из своих заместителей, заместителем маршала Джеймсом М. «Тексом» Бладсвортом, 25 апреля 1878 года после того, как О’Коннор сделал Бладсворту выговор за то, что он слишком много времени проводил в салунах. Затем Бладсворт сбежал на лошади, которую он украл, и больше его никто не видел в Лидвилле.
Мэр Табор созвал экстренное заседание городского совета и назначил Марта Даггана вместо О’Коннора. Сразу же Даггану стали поступать угрозы, что он может либо покинуть город, либо быть убитым. В тот же день Даггана вызвали в ресторан «Тонтин» из-за шумной толпы горняков. Стоя напротив них, он не стал выражать сопротивление. Хотя его первая ссора была для него успешной, свидетели позже утверждали, что изначально было понятно, что она будет недолгой.
Дагган немедленно начал вытеснять всех, кто, по его мнению, влиял на его способности охранять город. Его первым делом было уволить всех заместителей, которых он подозревал в слишком дружелюбном отношении к криминальным элементам. Затем он вошёл в офис муниципального магистрата, сказал, что слишком снисходителен в своих суждениях, и потребовал от них всех уйти в отставку. Когда магистрат возразил, заявив, что у маршала нет таких полномочий, Дагган вытащил свой пистолет, крутанул его через стол и объявил, что все они арестованы. В ответ на замешательство он заявил: «Я могу вздуть любого чертова офисного олдермена в этом здании». Затем Дагган вручную выбрал замену магистрату и провел в суде шесть дней, вынося приговоры. Уволенные судьи позже извинились перед Дагганом, и, пообещав исправиться в будущем, вернулся на свои посты. Хотя тактика Даггана была совершенно незаконной и неподобающей, она была чрезвычайно эффективной, и горожане не стали возражать против неё. За это время он убил двух мужчин, обоих во время перестрелки в салуне.
В конце мая 1878 года Дагган арестовал Августа Рише, одного из самых богатых владельцев шахт в Колорадо в то время, за пьянство и хулиганство. Когда Рише сопротивлялся, Дагган физически поднял его на бордюр и сопроводил в окружную тюрьму. Рише был другом мэра Табора, пришедшего в тюрьму в знак протеста против его ареста. Однако Дагган не отступил, и Рише оставался в тюрьме, пока Дагган не счел нужным освободить его. Позже в том же месяце Даггана вызвали в салон пионеров из-за происходящего беспорядка.
Шахтёры Джон Элкинс (афроамериканец) и Чарли Хайнс поссорились из-за банка во время игры в покер. Завязалась драка, и Элкинс ударил Хайнса ножом, а затем сбежал. Двое помощников Даггана быстро нашли Элкинса и без происшествий арестовали его. Однако, когда распространились слухи о том, что Хайнс умирает, расовая ненависть начала распространяться по всему городу, и была сформирована толпа линчевателей. Дагган побежал, чтобы остановить толпу, которая направлялась в тюрьму. Взводя по револьверу в каждой руке, он сообщил им, что убьет первого человека, который сделает ещё один шаг вперед. Толпа, насчитывавшая не менее 100 человек, рассеялась. В конце концов Хайнс оправился от раны. Было обнаружено, что Элкинс действовал в порядке самообороны и сбежал из города сразу после освобождения.
Дагган был уволен с должности маршала после запоя в феврале 1879 года, во время которого он угрожал подозрительно выглядевшим прохожим, неоднократно размахивая пистолетом перед их лицами. Его быстро восстановили в должности, когда стало очевидно, что никто не может заменить его в то время, учитывая высокий уровень преступности в городе. 10 марта 1879 года Билл и Джим Буш, бизнесмены, а также друзья мэра Табора, оказались вовлечены в спор о пустыре с Мортимером Арбаклом, другим бизнесменом, который, очевидно, основал свой небольшой бизнес по строительству лачуг на участке, принадлежащем мэру. Братья Буш. В пылу перепалки Джим Буш вытащил пистолет и выстрелил в Арбакла, убив его. Арбакл был безоружен, и его очень любили в городе. Сформировалась ещё одна толпа, намеревающаяся сжечь отель, принадлежащий Биллу Бушу, и повесить Джима Буша. Дагган снова отступил от мафии и арестовал Джима Буша за убийство. К рассвету следующего дня стало очевидно, что неприятности снова назревают, поэтому Дагган отвез Джима Буша под охраной в Денвер на содержание до суда. Бизнесмен из Ледвилля Дж. В. Бартлетт позже заявил, годы спустя, что «в лагере не было более храброго человека», говоря о Даггане.
Дагган оставил должность маршала в Ледвилле в апреле 1879 года, когда его срок истек, заявив, что он желает переехать во Флинт, штат Мичиган, со своей женой. Его заменил Пэт Келли, ещё один ирландец, но ему не хватало способностей и грубой агрессии, которыми обладал Дагган, и через несколько месяцев город Ледвилл вернулся к своему прежнему опасному состоянию. Банды хулиганов начали захватывать предприятия и городскую собственность под дулом пистолета во главе с Эдвардом Фродшемом из Бригама, штат Юта. Известно, что Фродшем убил человека по имени Джон Пизли в Вайоминге после того, как Пизли закрутил роман с женой Фродшема. Приговоренный к десяти годам лишения свободы, он вышел на свободу всего через два года.
Фродшем был ювелиром по профессии, но имел грозный характер и хорошо владел ружьем. 8 августа 1879 года Фродшем и его друг Ли Ландерс, последний из которых был беглым каторжником, стали участниками перестрелки в Ларами, штат Вайоминг, с двумя мужчинами в борделе Сьюзи Паркер, убив торговца скотом по имени Джек Тейлор. Фродшем был ранен двумя пулями в перестрелке и арестован, но внес залог. Затем Фродшем переехал в Лидвилль и в том же месяце своего прибытия, 29 декабря 1879 года, застрелил Питера Тамса, жителя Ларами, после того, как последний поспорил с ним из-за стрельбы по Тейлору. Маршал Келли, возможно, из-за страха, отказался арестовать Фродшема за убийство. Однако заместитель шерифа округа Лейк, штат Колорадо, Эдмунд Х. Уотсон вмешался и арестовал Фродшема. Линчеватели штурмовали тюрьму и через два дня вывели Фродшема и преступника Патрика Стюарта из тюрьмы и линчевали их.
Когда город полностью вышел из-под контроля, совет уволил Пэта Келли и снова послал за Мартом Дагганом. Дагган вернулся в конце декабря 1879 года и немедленно уволил всех заместителей Келли, наняв людей по своему выбору. Затем он начал арестовывать всех, кто, по его мнению, вызывал проблемы, включая местных головорезов « Большого Эда» Бернса, «Худого Джима» Брюса, Дж. Дж. Харлана, а также известного боевика Билли Томпсона, брата стрелка Бена Томпсона. К апрелю 1880 года Лидвилль снова оказался под контролем, и Дагган снова отказался от повторного назначения. Его заменил Эд Уотсон, чей арест Фродшема снискал ему уважение в городе и его окрестностях.

## Более поздняя карьера
В мае 1880 года Дагган возглавил несколько других сотрудников бывшего мэра Табора, чтобы помочь положить конец забастовке шахтёров из-за заработной платы, и в течение месяца забастовка закончилась. 22 ноября 1880 года Дагган поссорился с шахтером Луи Лэмбом, с которым у него были предыдущие столкновения. Лэмб ушёл, но Дагган все ещё был в ярости. Дагган продолжал выкрикивать оскорбления в сторону Лэмба, который, подойдя к передней части борделя Парди, резко развернулся и вытащил свой пистолет. Дагган мгновенно среагировал, выстрелив Лэмбу в рот, мгновенно убив его. Он сдался сразу же после стрельбы, и позже его оправдали по соображениям самообороны. Вдова Лэмба, однако, поклялась в вечной ненависти к Даггану и пообещала, что будет носить сорняки до смерти Даггана, а после неё будет танцевать на его могиле.
Несмотря на то, что Дагган был оправдан в стрельбе, он потерял большую часть своего авторитета из-за убийства Лэмба, которого очень любили в городе. Дагган открыл ливрейную конюшню, но после её расстрела в 1882 году, его бизнес полностью развалился. Он переехал в Дуглас-Сити, штат Колорадо, где стал чиновником и работал в баре. В 1887 году, когда мошенник заставил нескольких девушек из танцевального зала купить бижутерию, выдавая её за драгоценности, Дагган выследил мужчину и избил его, а затем заставил вернуть все деньги, которые он взял. Оставшиеся деньги он приказал использовать для оплаты выпивки для всех присутствующихв танцевальном зале, пока он не сломается. Затем Дагган выгнал нечестного продавца из города.
Мошенник немедленно отправился в Лидвилль, где Дагган не пользовался популярностью. Он выдвинул обвинения Даггану в грабеже и нападении. Последний предстал перед судом вместе с несколькими девушками из танцевального зала в качестве свидетелей. Судья оправдал Даггана по обвинению в грабеже, но оштрафовал его на 10 долларов за нападение. Дагган пришёл в ярость, требуя, чтобы если кто и должен платить, так это продавец. Увидев вспыльчивость Даггана, продавец снял обвинения и сбежал из города.
Позже в том же году Дагган вернулся в Лидвилл, чтобы устроиться на работу патрульным. Однако к этому времени Лидвилль вышел далеко за пределы шумного шахтёрского лагеря, который он охранял десятью годами ранее, и стал намного более цивилизованным. Однако Дагган и его методы не изменились. В марте 1888 года Дагган арестовал торговца драгоценностями, а когда обвинения были сняты и Дагган был оштрафован на 25 долларов за незаконный арест, он ушёл из полиции. Дагган начал много пить в течение следующего месяца и был вовлечен в несколько споров.
9 апреля, в ранние утренние часы, Дагган вступил в спор с двумя игроками, Уильямом Гордоном и владельцем бизнеса Бейли Янгстоном, в Техасском доме. Дагган пригласил их обоих на улицу, чтобы урегулировать спор с помощью оружия, но, опасаясь его репутации, они оба отказались. Около 4:00 друзья смогли успокоить Даггана и убедить его вернуться домой. Он вышел из Техасского дома, но прошёл всего несколько шагов, прежде чем кто-то подошёл к нему сзади и выстрелил ему в затылок, а затем скрылся. Дагган не стал сразу спускаться, а побрел по соседству с аптекой Брэдфорда, где и упал. Позвали его жену, и она просидела с ним вместе со многими его друзьями до самого утра.
Через несколько часов он открыл глаза и попросил воды. Когда его спросили, кто стрелял в него, и был ли это Бейли Янгстон, он ответил: «Нет. И я умру, прежде чем скажу вам». Дагган умер в 11 часов утра 9 апреля 1888 года. Так и не выяснилось, почему он решил скрыть имя своего убийцы. Несмотря на некоторые пробелы в его репутации, Дагган все ещё пользовался большим уважением, и его смерть оплакивал весь Лидвилль. На его похоронах собралось очень много людей. Бейли Янгстон вместе со своими деловыми партнёрами Томом Деннисоном и Джимом Харрингтоном, а также сотрудником Джорджем Эвансом были арестованы за убийство, судимы, но оправданы за отсутствием улик. Вдова Луи Лэмба исполнила танец на месте убийства Даггана, а позже подарила свои сорняки жене Даггана.
Хотя никто так и не был осужден за его убийство, большинство считало, что Джорджу Эвансу заплатила за убийство Даггана группа людей, которые затаили на него обиду много лет назад. Эванс покинул город сразу после оправдания и был убит в перестрелке в Никарагуа в 1902 году.

## Рекомендации
1. ↑  DeArment, Robert K. Deadly Dozen: Forgotten Gunfighters of the Old West, Volume 3. University of Oklahoma Press (September 7, 2009). c. Mart Duggan. 978-0806137537